# Ermengarda de Narbona
 Ermengarda de Narbona  (1127/29? - 1196/97 Perpiñán), hija del vizconde de Narbona Eimeric II y su primera esposa Ermengarda.
Prima hermana del conde de Barcelona Ramón Berenguer IV. Tenía una hermanastra, Ermesenda, hija de la segunda esposa de su padre, también llamada Ermesenda o Ermesinda.

## Llegada al poder
Al morir su padre en el año 1134, el conde de Tolosa Alfonso Jordán ocupó el cargo de vizconde ayudado por el arzobispo de Narbona, aunque sus derechos eran menores que los de Ermengarda, hija mayor y por tanto heredera legítima de Eimeric II.
Entonces, Alfonso Jordán quedó viudo de su esposa Faidida de Uzès e intentó casarse con Ermengarda. Pero una coalición de señores poderosos, con Roger Trencavel (vizconde de Albi, Beziers, Carcasona y Rasés) al frente, acordó a finales de 1142 casar a Ermengarda con Bernardo de Anduze, vasallo de confianza de Roger Trencavel. Alfonso Jordán fue hecho preso y consiguió la libertad después de jurar la paz y restituir el vizcondado a Ermengarda y su marido en 1143.
A partir de entonces, Ermengarda empezó a dirigir el Vizcondado de Narbona con firmeza.

## Actividades político-sociales
La vizcondesa llegó a acuñar moneda condal narbonense, con el nombre de Ermengarda.
Tomó parte en muchas expediciones bélicas. Se alió con sus parientes, condes de Barcelona, Ramón Berenguer IV y Alfonso I, para resistir los ataques del conde tolosano Ramón V de Tolosa, hijo de Alfonso Jordán.
Durante su reinado, se ocupó de la Abadía de Fontfroide, fundada por su abuelo, de Narbona (1077-1105). En 1157 dio una partida de tierras a la abadía cisterciense.
En los años 1166 y 1173 firmó tratados comerciales con Génova y Pisa.
Cedió el vizcondado a su sobrino Pedro Manrique de Lara (hijo de su hermanastra Ermesenda) en 1192, y se retiró a Perpiñán donde murió años más tarde. Su cuerpo fue enterrado en la Abadía de Fontfroide.